# تیساسالکا
تیساسالکا (به مجاری:  Tiszaszalka) یک منطقهٔ مسکونی در مجارستان است که در ناحیه واشاروشنامنی واقع شده‌است. تیساسالکا ۱۵٫۲۰ کیلومتر مربع مساحت و ۸۷۰ نفر جمعیت دارد.